# Wonderland (film 2003)
Wonderland – amerykański film kryminalny w reżyserii Jamesa Coksa z 2003 roku.

## Fabuła
Film opowiada o historii Johna Holmesa, gwiazdora filmów porno, który wraz ze swoją kochanką został w 1981 r. zamieszany w poczwórne morderstwo.
Los Angeles, rok 1981. Pewnego dnia z mieszkania przy Wonderland Avenue policja odbiera wezwanie w sprawie morderstwa. Po przyjeździe na miejsce, stróże prawa odkrywają zmasakrowane zwłoki czterech osób; piąta w stanie krytycznym zostaje odwieziona do szpitala. W trakcie prowadzonego śledztwa funkcjonariusze odkrywają przerażający świat przemocy, narkotyków i seksu, o którym nikt nie wiedział.

## Obsada
- Val Kilmer jako John Holmes
- Kate Bosworth jako Dawn Schiller
- Lisa Kudrow jako Sharon Holmes
- Josh Lucas jako Ron Launius
- Tim Blake Nelson jako Billy Deverell
- Dylan McDermott jako David Lind
- Christina Applegate jako Susan Launius
- Eric Bogosian jako Eddie Nash
- Carrie Fisher jako Sally Hansen
- Franky G jako detektyw Louis Cruz
- M.C. Gainey jako detektyw Mike Peters
- Janeane Garofalo jako Joy Miller
- Ted Levine jako Sam Nico
- Faizon Love jako Greg Diles
- Natasha Gregson Wagner jako Barbara Richardson
- Russell Sams jako Cherokee
- Joleigh Fioreavanti jako Alexa
- Paris Hilton jako Barbie